# Sant Martí de Maçanet de Cabrenys
Sant Martí de Maçanet de Cabrenys és una església situada al centre del municipi de Maçanet de Cabrenys (Alt Empordà) inclosa en l'Inventari del Patrimoni Arquitectònic de Catalunya.

## Descripció
L'església situada, al centre del poble, és d'una nau amb absis semicircular, el qual presenta la característica articulació del seu mur amb decoració de dents de serra i un fris d'arcs cecs. Algunes de les mènsules dels arcs tenen motius en relleu. D'època romànica també resten tres finestres de doble esqueixada, alguna d'elles reformada. Hi ha dues portalades, una a ponent, modificada, i l'altra, més destacada, a migdia (coneguda com a Porta Ferrada). En aquesta darrera hi apareixen també relleus molt esquemàtics que representen personatges i fruits.
La nau posseeix volta apuntada, i tot l'aparell de l'església està fet amb carreus de granit, ben escairats i voluminosos. De l'interior només esmentem l'arc triomfal doble i en degradació, i la coberta ametllada del presbiteri. Sobre la façana de ponent s'aixeca un campanar de planta octogonal amb arcades de mig punt, que és un afegitó del segle XVII o del xviii. Com en altres esglésies d'aquesta comarca no hi falten làpides gòtiques. Apareixen encastades en el mur de migdia, i la inscripció més ben conservada data de 1340. Fruit d'unes obres de fortificació realitzades en els segles XVII i XVIII, dues galeries laterals sobremunten els murs romànics de la nau.
Està dedicada al bisbe Sant Martí de Tours, patró del poble. Mn. Francesc Barjau va escriure els Goigs de la parròquia que canten: "Esperant gran recompensa del Patró a qui està comès, Massanet de Cabrenys és venturós amb joia immensa; car sempre que hi acudí trobà en Ell bon defensor".